# Ингебригтсен, Томми
То́мми Ингебри́гтсен (норв. Tommy Ingebrigtsen, род. 8 августа 1977 Тронхейм) — норвежский прыгун с трамплина, чемпион мира, призёр Олимпийских игр.

## Карьера
Томми Ингебригтсен родился в 1977 году в семье музыканта Дага Ингебригтсена.
В Кубке мира дебютировал в конце 1993 года. На первом в карьере этапе мирового кубка в Предаццо занял 51-е место. Три дня спустя в Куршавеле пробился в десятку сильнейших (8-е место), набрав первые кубковые очки.
В начале 1995 года завоевал золотую медаль на юниорском чемпионате мира в шведском Елливаре. После этого успеха Томми был включен в состав национальной сборной и в семнадцатилетнем возрасте сенсационно выиграл «золото» взрослого чемпионата мира.
Следующие несколько лет в карьере норвежца оказались неудачными: он не мог закрепиться в составе сборной, а на чемпионате мира 1997 года при защите чемпионского звания не попал даже во вторую попытку.
Вернуться в сборную Ингебригтсен смог только после пропущенной Олимпиады в Нагано. В сезоне 1998/99 он впервые попал на подиум этапа Кубка мира (в польском Закопане) и занял в общем зачёте 11-е место.
На Олимпиаде 2002 года норвежец принял участие во всех видах программы, но не снискал особых успехов: в двух личных стартах он занимал места в третьем десятке, а в командном старте норвежская команда стала только девятой. Год спустя завоевал две медали на чемпионате мира в Италии. На нормальном трамплине он был вторым, уступив Адаму Малышу, а с командой выиграл «бронзу».
На закате карьере Ингебригтсен проявил себя хорошим мастером полётов на лыжах. Дважды он выигрывал командный турнир полётных чемпионатов мира, а в 2006 года с партнёрами по команде завоевал бронзовую награду туринской Олимпиады.
В марте 2007 года завершил спортивную карьеру.